# 西川文子
西川 文子（にしかわ ふみこ、1882年（明治15年）4月2日 - 1960年（昭和35年）2月23日）は、日本の女性運動家である。旧姓は志知、松岡。夫に松岡荒村（死別）、西川光二郎。

## 経歴・人物

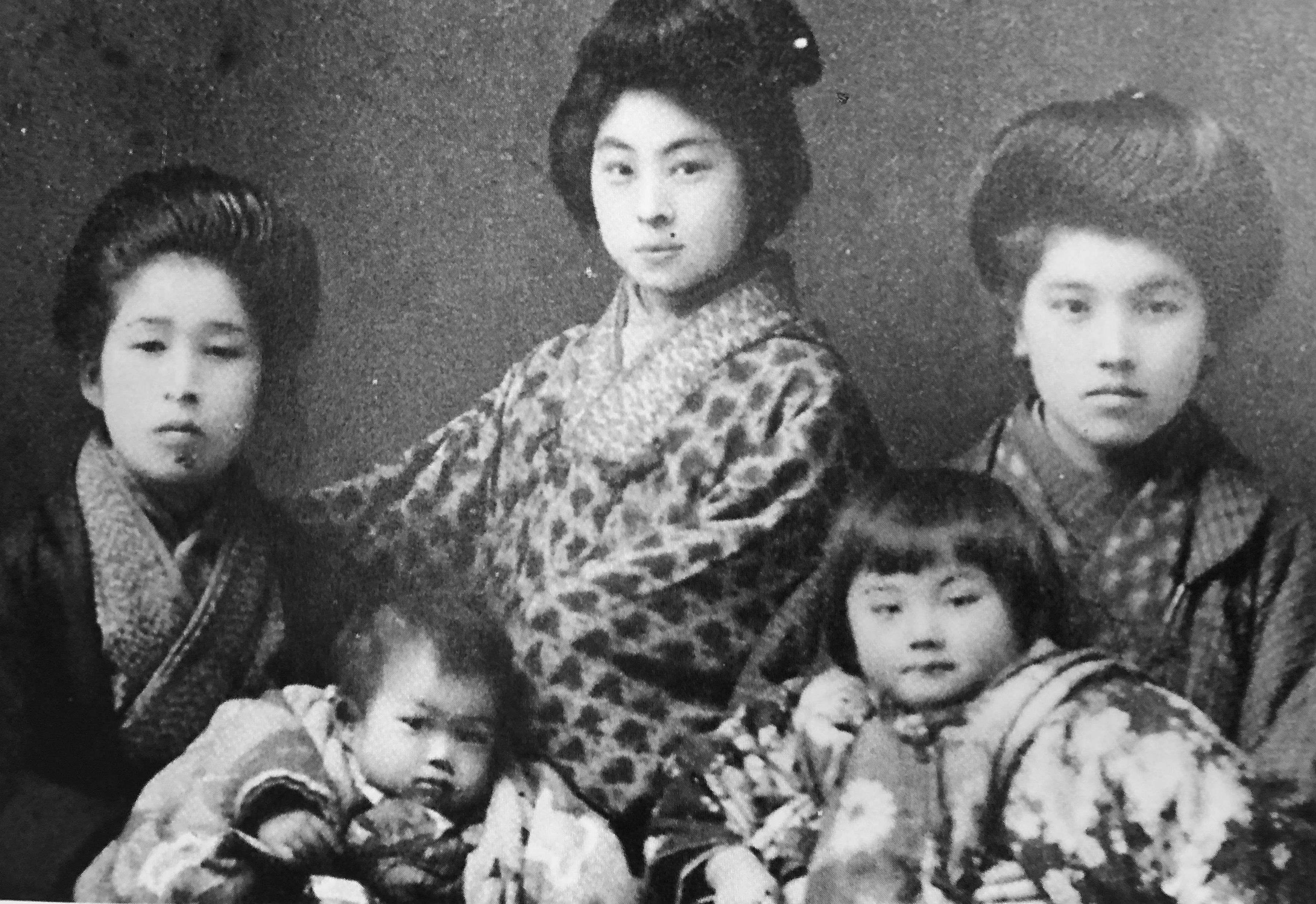
1913年、既婚女性の団体として「新真婦人会」を設立した。左から西川文子、木村駒子、宮崎光子。

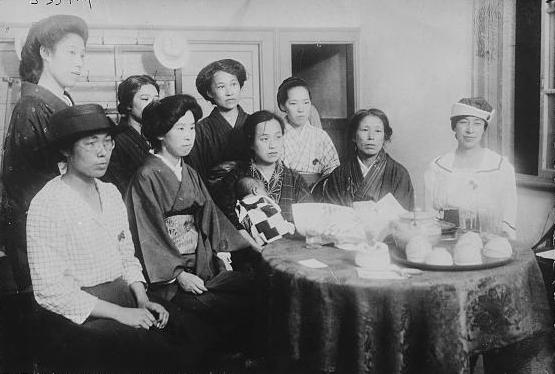
治安警察法第5条改正を求める演説会が行われた際に撮影された写真。前列左から、市川房枝、氏名不詳、奥むめお、西川文子、平塚らいてう（1920年7月18日）。

庄屋の家系だった志知伊右衛門の二女として、岐阜県安八郡南杭瀬村外野（現・大垣市外野）に生まれる。京都府高等女学校（現在の京都女子中学校・高等学校）に入学し、歌人であった猪熊夏樹に師事した。明治32年に同校本科卒業、明治35年に同国文科を卒業し、大垣高等女学校で約1年間教師を務める。
しかし猪熊の学問や歌風に不満を持った事で、与謝野晶子や新試社の作風に興味を持つ。またこの頃に晶子の妹の与謝野里子と交友となり、卒業直前に足尾銅山事件の演説会にて知り合った松岡荒村と交際し始める。なお里子は後に文子の兄である志知善友と結婚し、義妹となっている。
女学校在学中の1902年（明治35年）に荒村と結婚するが、僅か2年後の1904年（明治37年）に荒村が結核により死別した。その後は平民社の堺利彦と親交を持ち、同社に所属していた今井歌子や川村春子らと共に治安警察法の第5条改正請願書の提出に携わる。翌1905年（明治38年）には社会主義者の西川光二郎と再婚するが、1910年（明治43年）に夫が社会主義陣営を離脱した事により社会教育家に転身した。文子は「この生活でよいのか」と疑問を持つようになる。
1913年（大正2年）3月、木村駒子や宮崎光子（預言者・宮崎虎之助の妻）らと共に家庭の立憲的組織化や女性倶楽部の設立の目的として「新真婦人会」を創設し主催者となった。演説の開催や女性解放及び女性差別が言及されている機関誌「新真婦人」の創刊に携わる。
1920年（大正9年）には婦人社会問題研究所の結成に参加し、第二次世界大戦後の1957年（昭和32年）には堺為子（利彦の妻）、小口みち子らと共に女性参政権運動の先駆者となった。没後は夫と共に多磨霊園に埋葬された。

## 著書
- 『婦人解放論』
- 『松岡荒村の思い出』
- 『晶子さんのこと』